# Acanthopsoides gracilis
Acanthopsoides gracilis es una especie de peces de la familia Cobitidae en el orden de los Cypriniformes.

## Morfología
• Los machos pueden llegar alcanzar los 5,4 cm de longitud total.

## Alimentación
Come insectos y  algas.

## Hábitat
Vive en zonas de clima tropical.

## Distribución geográfica
Se encuentra en las  cuencas de los ríos Chao Phraya (Tailandia) y Mekong. También está presente en el río Kapuas (oeste de Borneo Indonesia ).